# 霞山区
21°11′48.96″N 110°24′9.78″E / 21.1969333°N 110.4027167°E
霞山区是中国广东省湛江市下辖的一个市辖区，因区中心位于霞山村而得名。全区土地总面积116.97平方公里，居民主要讲普通话和湛江白话、雷州话，區人民政府駐解放西路22號。
霞山區地處亞熱帶，受海洋性季風氣候影響，氣候温和。是沿海開放城市湛江市的中心城區，境內集湛江市經濟、交通、商貿、文化中心於一體，是湛江市區的核心經濟區域。

## 歷史
今霞山區一带在历史上很长一段时间没有确切的地名，自唐朝起属雷州府遂溪县地，宋代起逐渐有村落形成，到清朝末期时，属雷州府遂溪县二十二都管辖，周围稀疏分布有谢屋、霞山、炮台仔、郑屋、海头港、洪屋等村落，统称「海頭汛」，海边有避风塘供渔船停靠，潮涨成圩，潮落收市，并建有砖木结构的“海生宫”（又称“海山公”）庙。1899年，廣州灣被法蘭西第三共和國租借後，根据兵营的所在地命名为“西营”和“东营”。1911年，法国驻广州湾公使署从东营（今麻斜）搬迁到西营（今霞山），西营成为广州湾法国当局最高行政首府所在地，又称为“白雅特城”（Fort-Bayard），法国当局在西营填海造地，进行市政建设，陆续建造码头，修筑公路，开办洋行邮政，设立学校教堂，形成商埠。特别是西营开辟成自由贸易港后，航运发达，商贸兴旺。
1946年湛江市建市后，西营作为市辖的一个区。中华人民共和国成立初期，仍沿用西营地名，1950年4月，中共湛江市委、湛江市人民政府决定成立中共西营区委员会、西营区人民政府。1953年9月，撤销西营区人民政府，改为西营街道中心办事处。1957年1月1日，取消西营和东营名称，统称湛江市街道中心办事处。1958年6月30日，经省人民委员会批准，原西营改称霞山。1980年9月，经中共广东省委批准，成立中共霞山区委员会。同年12月，成立霞山区人民政府。1984年6月25日，广东省人民政府正式批准霞山区为市辖区的县级政权建制。
1983年地市合并之前，霞山区一直为中共湛江市委、湛江市政府行政机关办公所在地，地市合并之后，中共湛江市委、湛江市政府迁至原湛江地区行政公署机关大院内，原市委、市府大楼则改为湛江市人大常委会、政协湛江市委员会办公所在地。

## 地貌
霞山区地势平坦，土层深厚，绝大部分地面坡度在10度以内。地势北部、西北部较高，逐渐向沿海倾斜，以滨海平原为主，局部为台地，间有丘陵，滨海平原主要分布在东南沿海地带，台地、丘陵处于西北部。滨海平原海拔高度在2～20米之间，台地在30～50米之间，最高点是三岭山，海拔高度108～165米。

## 气候
霞山区位于北回归线以南，属热带海洋性季风气候，每年4月至9月盛行东风和东南风，10月至次年3月盛行东北风和北风，暖热湿润，夏长冬短，日照时间长。雨量尚丰，但时空分布不均，冬春季少，夏秋季多，每年5至11月受热带气旋影响。

## 景点

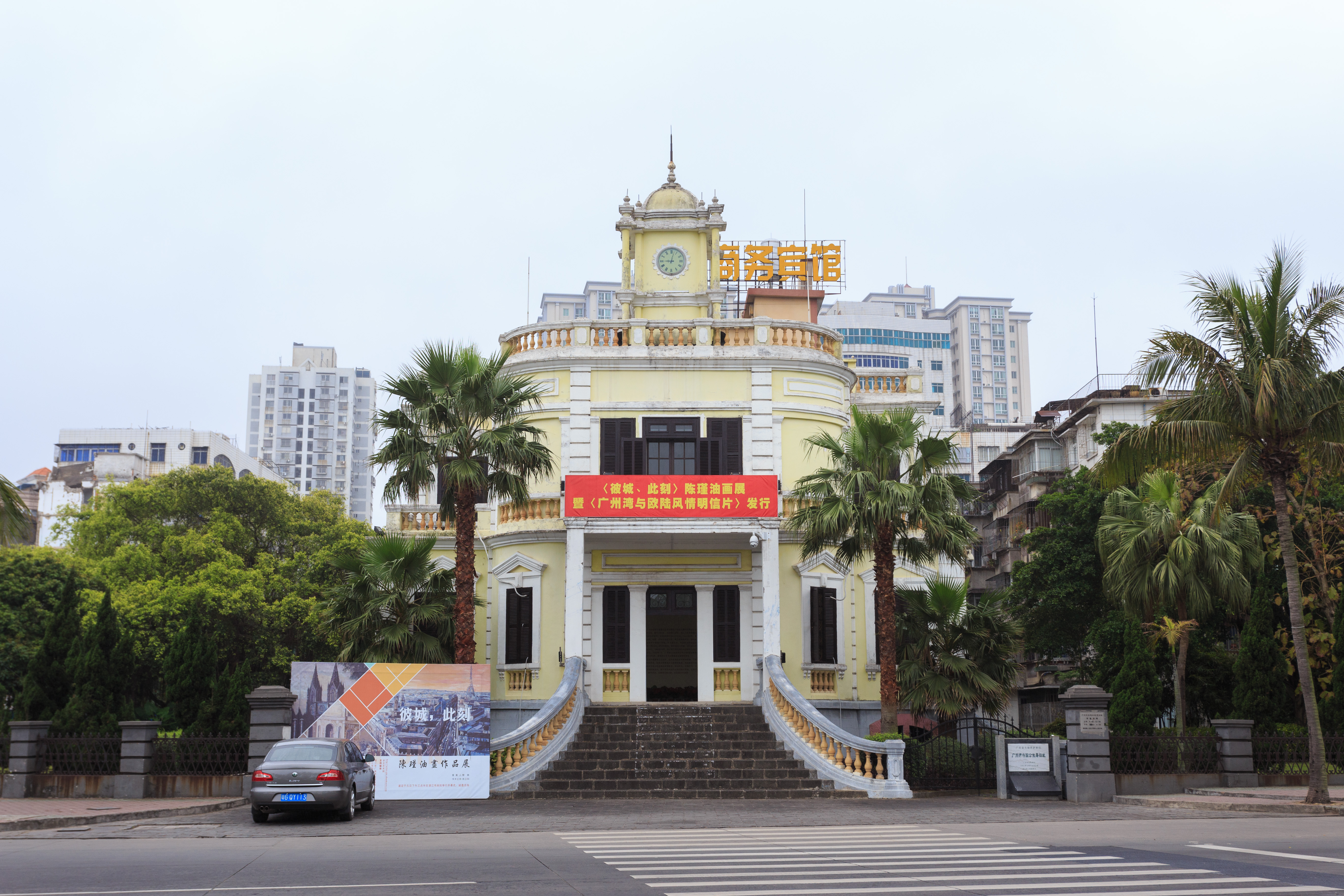
霞山法式风情街：范围南起青岛路口，北至海滨西二路口段的海滨大道。该街区里包括法军广州湾指挥部、广州湾法国公使署旧址、天主教堂、福音堂和东方汇理银行广州湾分行等多座法式建筑。  - 广州湾法国公使署旧址
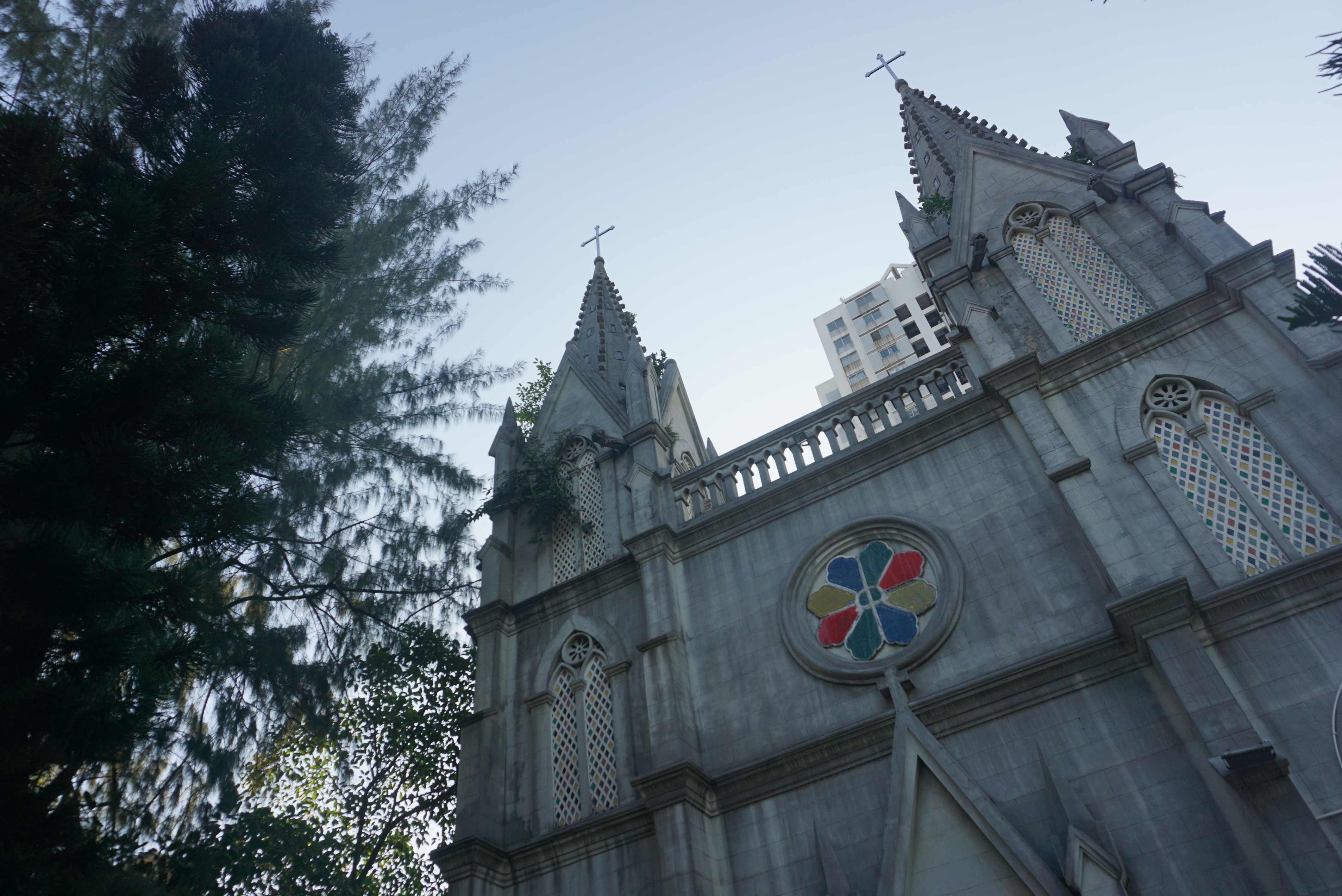
霞山天主教堂
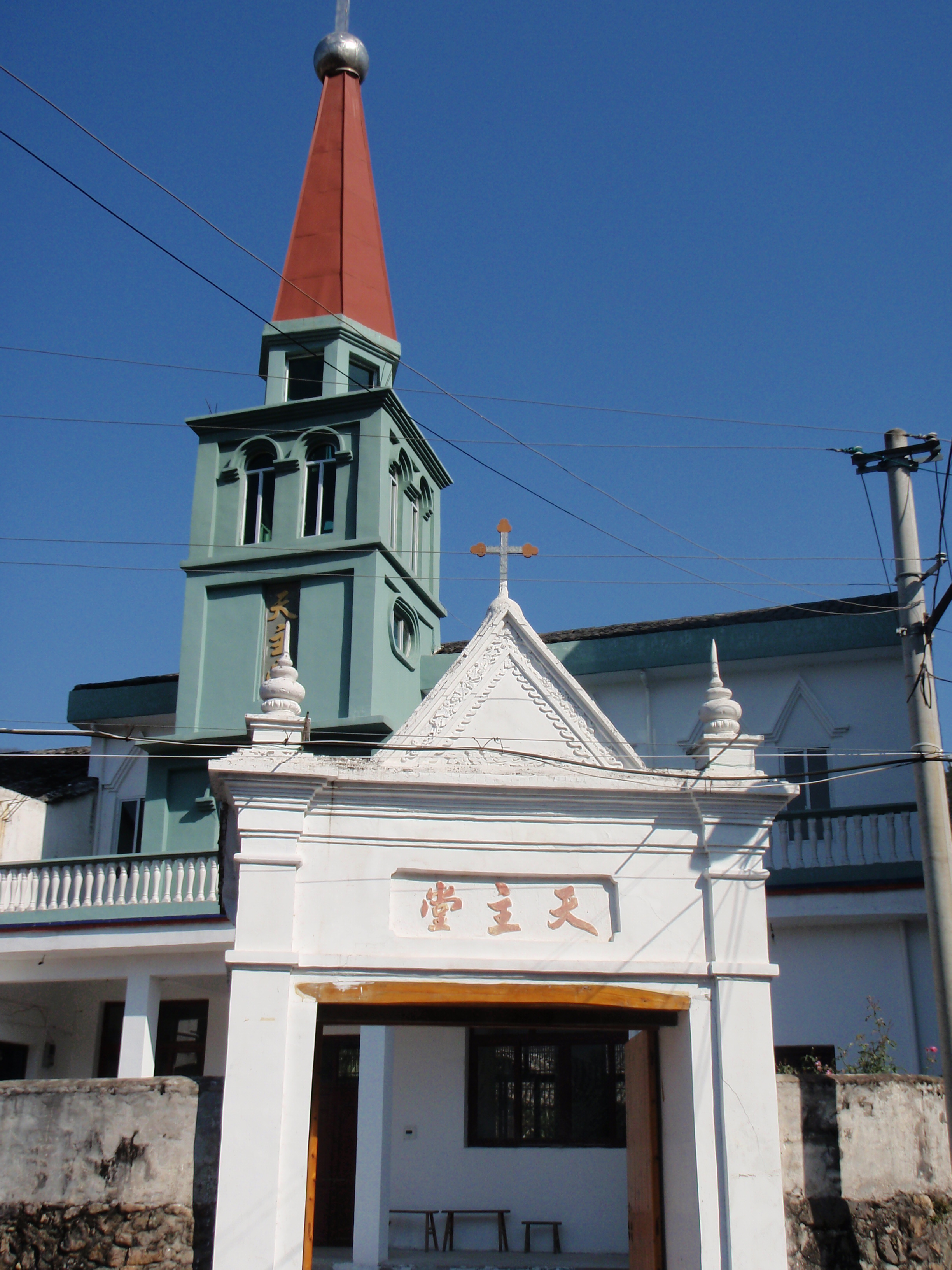
霞山天主教堂
  - 霞山天主教堂
  - 霞山天主教堂

## 经济
2017年，霞山区实现生产总值445.5亿元，首次突破400亿元大关，增长7%。其中，第一产业增加值2.2亿元，增长2.5%；第二产业增加值193.3亿元，增长2%；第三产业增加值232.1亿元，增长7.9%。

## 交通

### 鐵路
- 黎湛鐵路：湛江站

## 行政区划

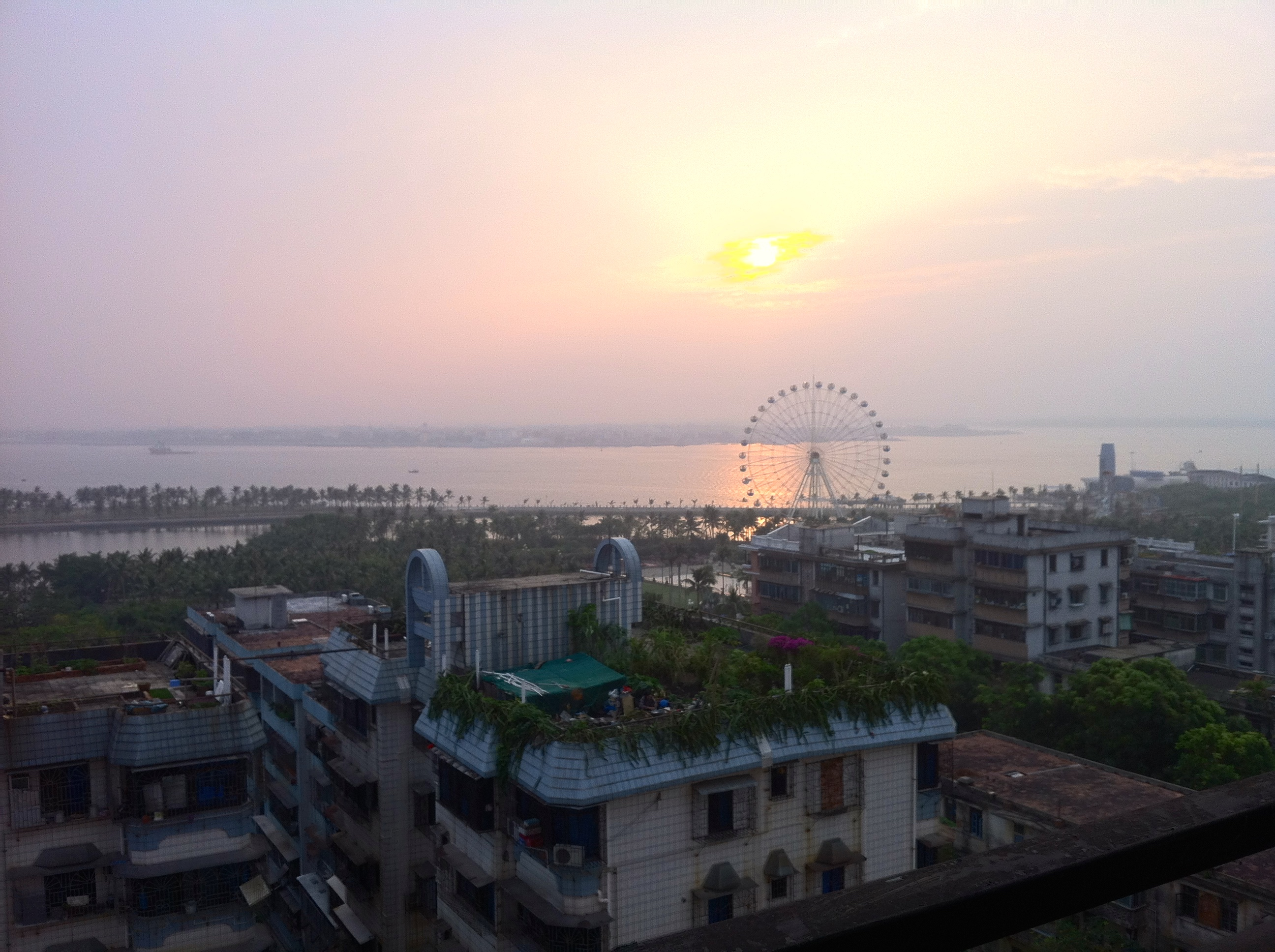
霞山区一角

霞山区下辖12个街道办事处：
解放街道、爱国街道、工农街道、友谊街道、新兴街道、海滨街道、建设街道、东新街道、新园街道、海头街道、泉庄街道和乐华街道。

## 人口
根據第七次全国人口普查數據，截至2020年11月1日零時，霞山區常住人口536424人。

## 著名人物
- 林才连 (1924～1948)  霞山区新村人。革命烈士。
- 林成    (1940～1964)  霞山区石头村人。优秀的人民警察，革命烈士。
- 陈学谈 (1882～1966)  字天焕，霞山区北月村人，湛江一中知名校友，校方曾以他名字命名一栋教学楼；其在1911年担任过赤坎公局局长兼赤坎西营商团团长之职。
- 陈玉燕 (1916～1984)  祖籍霞山区北月村，赤坎区出世。教育界知名人士。